# Остров Кейна
О́стров Ке́йна — остров в центральной части архипелага Земля Франца-Иосифа. Наивысшая точка острова — 282 метра. Административно относится к Приморскому району Архангельской области России.
Остров имеет округлую форму диаметром около 6 километров. Входит в состав островов Зичи, расположен в 2 километрах к северо-востоку от острова Грили, отделён проливом Штернека. Почти весь свободен ото льда. Назван в честь американского полярного исследователя Илайша Кейна.

## Топографические карты
- Лист карты U-40-XXVIII,XXIX,XXX о. Циглера. Масштаб: 1 : 200 000. Издание 1965 г.